# 邱厝子
邱厝子，原寫為邱厝仔，是臺灣臺中市北區的一個傳統地域名稱，位於該區中部。相較於今日行政區，其範圍大致包括頂厝里不含北端、崇德里、建興里、邱厝里、五常里、金龍里最南端、新北里西北部、樂英里西北部凸出部分（莒光新城）的西南側、錦平里不含東南端、大湖里不含東南端、光大里東部邊界地帶，以及中區的大誠里東北部凸出部分、柳川里東北端。

## 歷史
台灣清治末期至日治初期，邱厝子地區為一街庄，稱為「邱厝仔庄」，隸屬於捒東下堡。該庄北與二份埔庄為鄰，東與三十張犁庄、東勢仔庄為鄰，南邊為臺中街，西邊為後壠仔庄、賴厝廍庄。
1901年（日治明治三十四年）11月，全台廢縣廳改設二十廳，該庄隸屬於臺中廳。1903年（明治三十六年）6月，該庄編入「二份埔區」，隸屬於臺中廳。1909年（明治四十二年）10月，合併二十廳為十二廳，該庄改編入「三十張犁區」，仍隸屬於臺中廳。1920年（大正九年），全台地方制度大改正，廢十二廳改設五州二廳，該庄改制並雅化為「邱厝子」大字，隸屬於臺中州大屯郡北屯庄。1932年（昭和7年）9月15日，邱厝子之一部劃入台中市新高町（府令44號）。1941年9月，乾溝子、賴厝廍、邱厝子、大字北屯之一部（宮北）併入州轄臺中市。
戰後本地區劃入北區，隸屬於臺灣省轄臺中市，大字亦改制為里。2010年12月，臺中縣市合併為直轄臺中市，北區隸屬不變。

## 聚落
本地區發展較早的聚落為邱厝仔、大湖仔，在日治期初期的官方地圖上已有記載。

## 交通
省道台1乙線（中清路二段）是大雅至大肚區王田的幹道，大致以北北西—南南東走向經過邱厝子地區西部凸出部分。由該道路向北北西可前往西屯東北部、大雅並止於省道台10線路口，向南南東轉南西南西南可前往台中市西區、南區、烏日並止於國道1號王田交流道南側的省道台1線路口。

## 學校
- 國立臺中科技大學
- 中國醫藥大學
- 五權國中
- 省三國小
- 太平國小

## 醫療機構
- 中國醫藥大學附設醫院